# Aqqanburlyq
L'Aqqanburlyq (in kazako Аққанбұрлық?, in russo Акканбурлык?, Akkanburlyk) è un fiume del Kazakistan, tributario di destra dell'Išim. Scorre nel territorio dei distretti Ajyrtau e Ǵabıt Músirepov della regione del Kazakistan Settentrionale, e nella regione di Aqmola.
Il fiume ha origine a ovest delle alture Kókshetaý (Көкшетау қыраты); la direzione generale della corrente è occidentale. Nell'alto corso scorre attraverso il lago Jaksy-Jalgyztaý. Sfocia nell'Išim a sud-est del villaggio di Úrojainoe. Ha una lunghezza di 176 km, l'area del bacino è di 6 720 km². La sua portata massima è nel mese di aprile.